# Ferizli

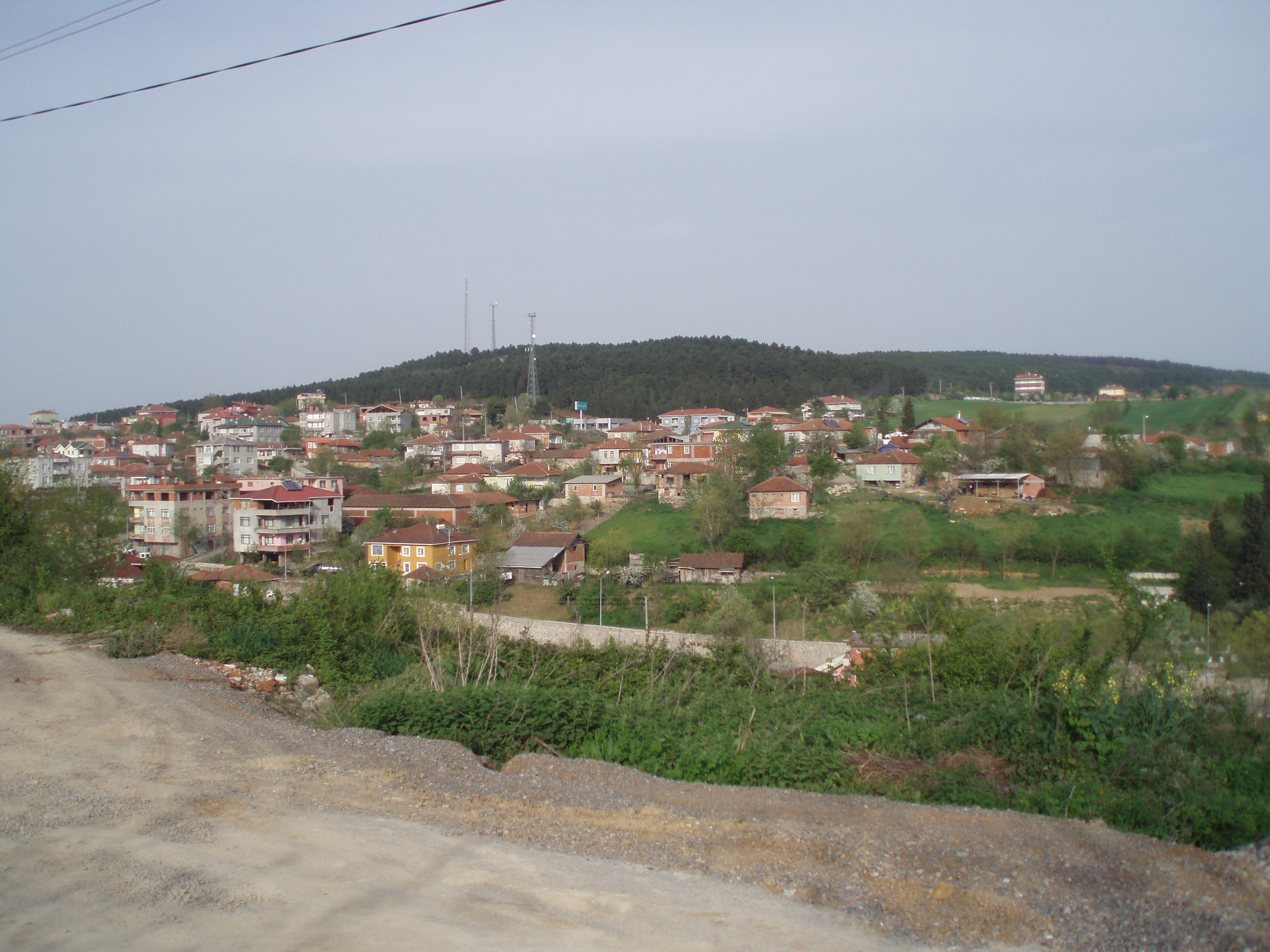
A panoramic view of Ferizli

Ferizli est une ville et un district de la province de Sakarya dans la région de Marmara en Turquie.